# Nałęcz
Nałęcz (ook: Choczennica, Łęczuch, Nalancz, Nalencz, Nałęczyta, Nałonie, Pomłość, Toczennica, Toczenica) was een Poolse heraldische clan (ród herbowy) van middeleeuws Polen en later het Pools-Litouwse Gemenebest. De oudste vermelding van Nałęcz is een zegel uit 1293.
De clan vindt zijn oorsprong in Groot-Polen. De Nałęcze waren mogelijkerwijs betrokken bij verschillende conflicten met Poolse heersers. De clan werd verantwoordelijke gehouden voor de moord op Przemysł II van Polen, vochten tegen Wladislaus de Korte aan de kant van Mark Brandenburg en vochten ook in de burgeroorlog van Groot-Polen om Ziemovit III van Mazovië op de troon te krijgen. Deze oorlog werd voornamelijk uitgevochten tussen twee clans voor een dominante positie in Groot-Polen: Nałęcz en Grzymała, en wordt daarom ook de Grzymała-Nałęcz clanoorlog genoemd.
De historicus Tadeusz Gajl heeft 932 Poolse Nałęcz-clanfamilies geïdentificeerd.

## Telgen
De clan bracht de volgende bekende telgen voort:
- Małachowski
  - Jan Małachowski, bisschop
  - Jacek Małachowski, staatsman
  - Stanisław Małachowski, staatsman
- Korzeniowski
  - Apollo Korzeniowski, dichter
  - Joseph Conrad, dichter
- Raczyński
  - Graaf Edward Raczyński, politicus
  - Graaf Edward Aleksander Raczyński, politicus
  - Graaf Edward Bernard Raczyński, president van Polen
- Piotr Gembicki, bisschop
- Fryderyk Moszyński, staatsman
- Mikołaj Ostroróg, staatsman en generaal
- Józef Chełmicki, generaal

## Varianten op het wapen van Nałęcz

Wapen van de graven Gorzeński
Wapen van de graven Nałęcz
Wapen van de graven Małachowski
Wapen van de graven Moszczeński
Wapen van de graven Moszyński
Wapen van de graven Ostroróg
Wapen van de graven Raczyński
Wapen van Raczkowski
Wapen van Rostworowski
Wapen van Szawłowski
Wapen van Tański
Wapen van Węgier
Wapen van Woropaj
Wapen van Żądłowski
Wapen van Żychliński
Wapen van Bartoloni
Wapen van Dybowski
Wapen van Felsztyński
Wapen van Gostomski
Wapen van Korth
Wapen van Kunowski
Wapen van Nałęcz II
Wapen van Nałęcz III
Wapen van Nałęcz IV
Wapen van Nałęcz V
Wapen van Morawski
Wapen van Miliński
Wapen van Łączyński
Wapen van Nicz
Wapen van Nowosielecki
Wapen van Odachowski
Wapen van Ostroróg II
Wapen van Pirawski
Wapen van Ostroróg
Wapen van Czarnków

## Galerij

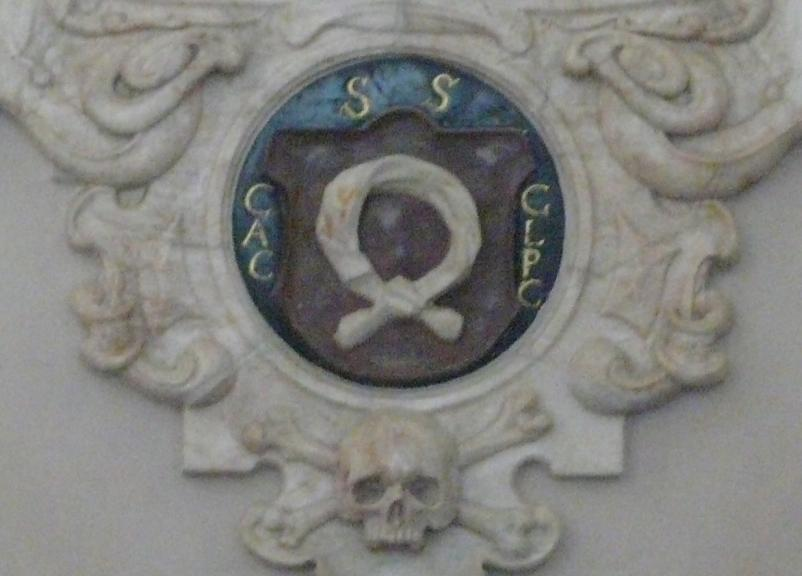
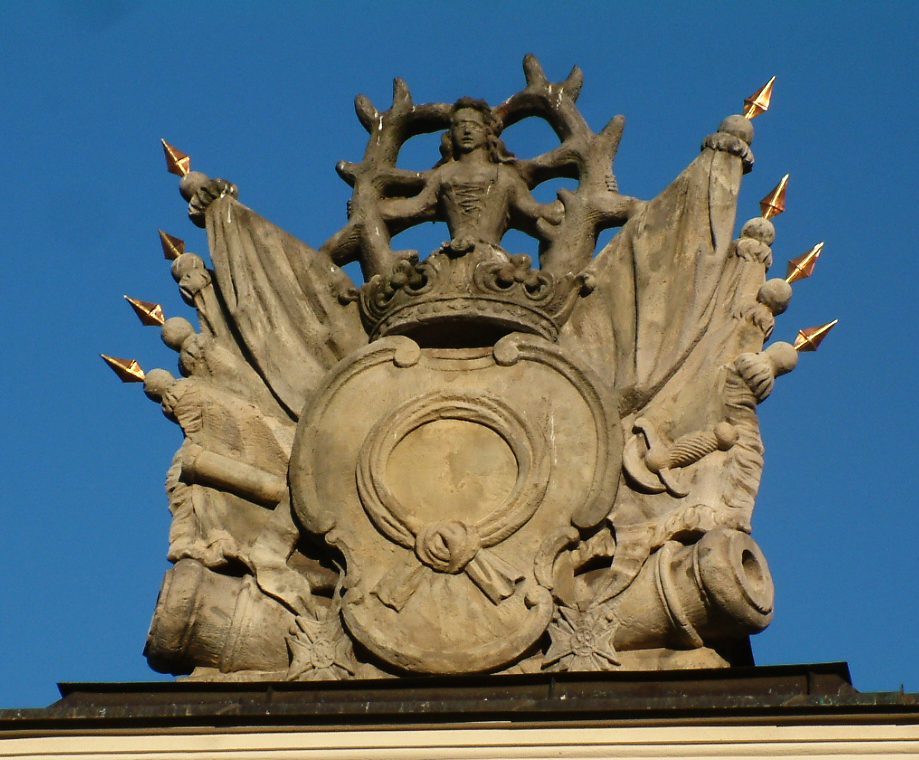
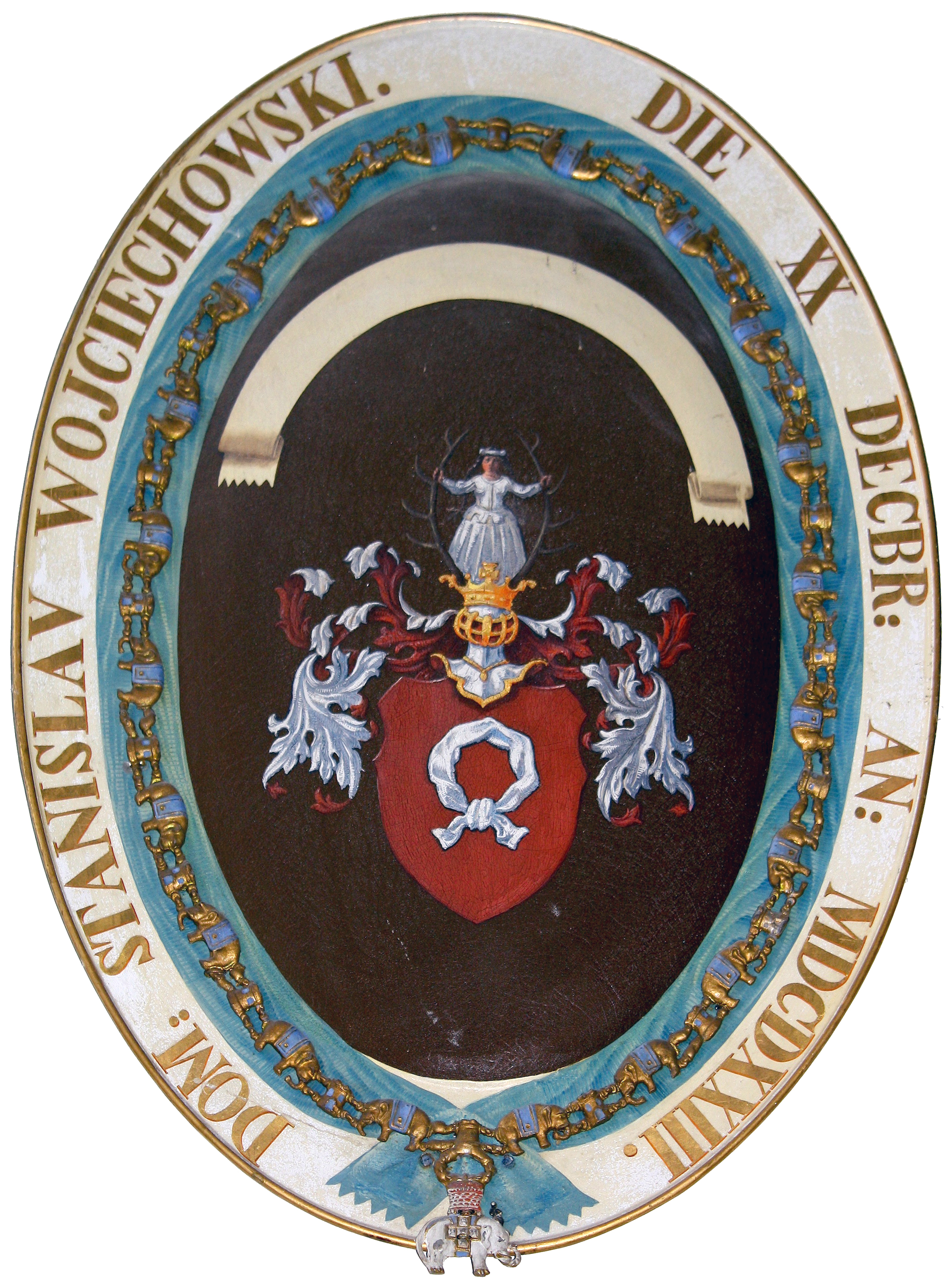
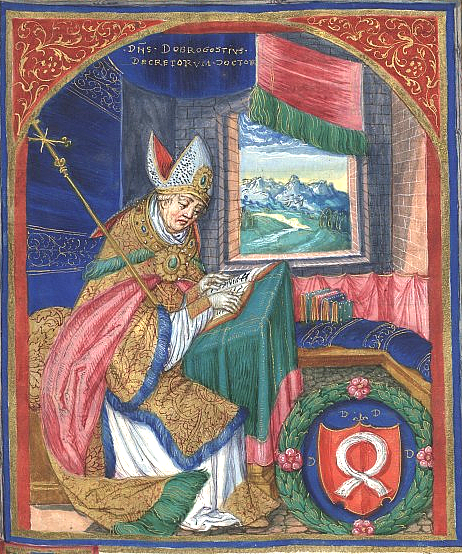
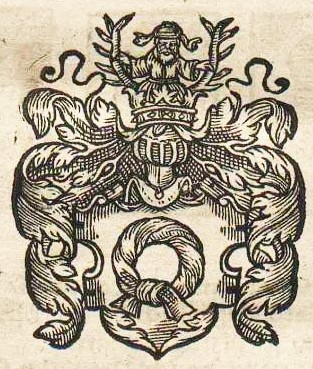
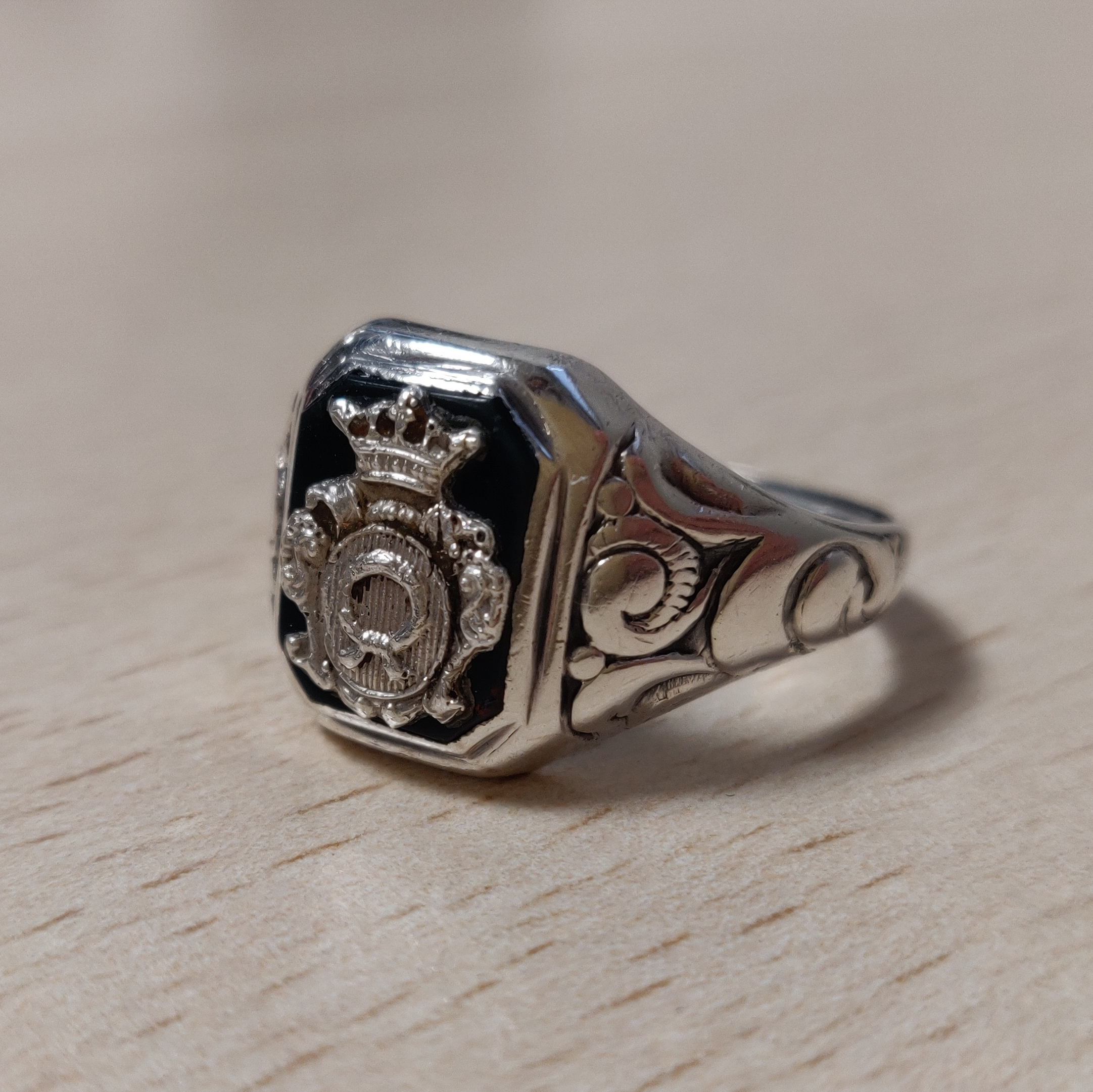